# William Wallace (roer)
 Der er flere personer med dette navn, se William Wallace (flertydig).
William Lawrence Wallace (født 12. april 1904, død 20. juli 1967) var en canadisk roer som deltog i de olympiske lege 1924 i Paris.
Wallace vandt en sølvmedalje i roning under OL 1924 i Paris. Han var med på den canadiske otteren som kom på en andenplads efter USA. Deltagerne på den canadiske otter bestod af Arthur Bell, Robert Hunter, William Langford, Harold Little, John Smith, Warren Snyder, Norman Taylor, William Wallace og Ivor Campbell som var styrmand.   